# Енді Сідаріс
Éнді Сідáріс (англ. Andy Sidaris; 20 лютого 1931, Чикаго — 7 березня 2007, Каліфорнія) — американський режисер кіно та телебачення, кінопродюсер, актор та сценарист. Найбільш відомий за кіноколекцією «Bullets, Bombs and Babes» — серії фільмів категорії B, створений ним у період 1985—1998 років, включаючи «Малібу-експрес» та «Заваруха на Гаваях».